# August Ventzki
August Ventzki (* 1. März 1856 in Schlobitten; † 17. Oktober 1922 in Danzig) war ein deutscher Ingenieur, Erfinder und Unternehmer.

## Leben
August Ventzki war der Sohn eines Stellmacher-Meisters. Er arbeitete zwei Jahre auf den Schichau-Werften in Elbing und besuchte danach technische Schulen in Einbeck und Langensalza. Er verbrachte mehrere praktische Jahre im In- und Ausland und ließ sich im Alter von 26 Jahren als selbständiger Zivilingenieur mit den Schwerpunkten Mühlen- und Maschinenbau in Graudenz nieder. In den Folgejahren entwickelte Ventzki zahlreiche Erfindungen, darunter den Kartoffeldämpfer, den Zweischarpflug mit Differentialverstellung der Räder und den Federzinkenkultivator. Den Dampfpflug optimierte er. Während des Ersten Weltkriegs entwickelte er einen Schutzschild für Maschinengewehre. Das von August Ventzki gegründete Unternehmen expandierte derart, dass eine Filiale in Kassel und ein Zweigwerk in Eislingen gegründet wurden. Nach dem Krieg ließ Ventzki sich in Danzig nieder. In Stolp wurde ein neues Werk eröffnet und das Eislinger Zweigwerk wurde erweitert.
August Ventzki war Mitglied des Vereins Deutscher Ingenieure (VDI) und des Westpreußischen Bezirksvereins des VDI. Auf der Versammlung des VDI-Vorstandsrates im Juni 1922 wurde er für die Jahre 1923 bis 1925 als Beigeordneter in den Vorstand gewählt. Er war Präsident der Handelskammer Graudenz, Mitglied des Stadtrates von Graudenz und des Bezirkseisenbahnrates. In einer Nachwahl kandidierte er 1913 im Reichstagswahlkreis Regierungsbezirk Gumbinnen 2 für die Nationalliberale Partei, konnte sich aber in der konservativen Parteihochburg nicht durchsetzen.
August Ventzki erhielt von der Deutschen Landwirtschaftsgesellschaft dreimal die Große Silberne Denkmünze. Die Technische Hochschule Danzig verlieh ihm den Grad eines Doktoringenieurs ehrenhalber. Er führte den Titel eines Geheimen Kommerzienrats.